# Śniaty (województwo wielkopolskie)
Śniaty (niem. Schnabel) – wieś w Polsce położona w województwie wielkopolskim, w powiecie grodziskim, w gminie Wielichowo. Na północ od wsi przepływa Południowy Kanał Obry, a jej skrajem przebiega droga wojewódzka nr 312 (Rakoniewice – Czacz) oraz wąskotorowa linia kolejowa.

## Historia
Miejscowość pierwotnie związana była z Wielkopolską. Ma metrykę średniowieczną i istnieje co najmniej od początku XIV wieku. Wymieniona po raz pierwszy w łacińskim dokumencie z 1312 de Snatow, 1393 Snathi, 1413 Snaty, 1424 Snyathy, 1425 Snathy, 1426 Snyathi, 1427 w Sneczech, z Sznath, 1445 Sznyathi, 1513 Sznyathy.
Wieś początkowo należała do opola przemęckiego, które było opolem - reliktem przedpaństwowej wspólnoty rodowo-terytorialnej na tym terenie, która potem stała się pod okręgiem kasztelanii. 1424 odnotowana jako wieś opola przemęckiego przy okazji rozgraniczenia okolicznych dziedzin Śniat należących do Wyszomira Bodeckiego oraz Wilkowa Polskiego, w której to sprawie miało się zebrać opole przemęckie. W 1463 wieś leżała w powiecie kościańskim Korony Królestwa Polskiego. W 1451 leżała w parafii Wilkowo Polskie.
Miejscowość należała początkowo do opactwa cystersów w Wieleniu ale od średniowiecza była też własnością szlachecką należącą do lokalnych wielkopolskich rodów szlacheckich Bodeckich, Grobskich, Bieganowskich, Ossowskich. W pierwszym zachowanym zapisie historycznym na dokumencie wystawionym w Kwieciszewie w 1312 odnotowany został Mikołaj ze Śniat świadek sądowy. Kolejny zapis w 1325 wystawiła kancelaria księcia głogowskiego i wielkopolskiego Henryka II, który potwierdzał zamianę Śniat na Górsko.
Od początku XV wieku wieś należała do Wyszomira z Bucza Bodeckiego. W 1425 woźny sądu ziemskiego zapowiedział drogi boczne, łąki, lasy i zapusty w dziedzinie Śniaty jako własność Wyszomira. W archiwach procesów sądowych zachowało się szereg przekazów na temat procesów sądowych tego szlachcica. W 1412 Wyszomir  toczył proces sądowy z Mikołajem Granowskim z Ziemina o rozgraniczenie Ziemina i Śniat, a w procesie zastąpił go włodarz. W 1413 Bodecki odpierał w sądzie roszczenia swojego brata Dobiesława Grobskiego w sprawie 170 grzywien oraz sołectwa w Śniatach należnego mu po matce. W 1421 toczył kolejny proces z plebanem z Wilkowa Polskiego o jeden łan kmiecy w Śniatach, który należał do plebana. W 1426 Wyszomir Bodecki toczył proces z Tomisławem Kluczewskim, który "najechał na jego dziedzinę Śniaty z 20 równymi sobie oraz 20 niższego stanu oraz zranił Wyszomira". 1427 odnotowano kolejny proces Grobskiego ze stolnikiem poznańskim Przybysławem Gryżyńskim, który dowodził, że do włodarza w Śniatach słał posłów, którzy zakazali kmieciom ze Śniat korzystać z pastwisk w Siekowie. W 1427 wraz ze swoimi kmieciami ze Śniat toczył proces z Dziersławem Trzebickim, który dowodził, że zajął kmieciom ze Śniat ich rzeczy, ale uczynił to na dziedzinie swego pana w Siekowie.
W 1462 jako właściciela we wsi odnotowano Stanisława Grobskiego syna Michała. W 1469 Katarzyna żona Baltazara Gołanickiego, w towarzystwie m.in. swojego wuja biskupa poznańskiego Andrzeja Bnińskiego, a także Stanisław z Siekowa dali w działach Andrzejowi Bieganowskiemu wsie Śniaty oraz Sikorzyn. W 1500 Andrzej Bieganowski zapisał swojej żonie Elżbiecie Konarskiej córce Mikołaja Pasikonia Konarskiego po 100 grzywien posagu oraz wiana na Śniatach wraz z folwarkiem, borami i łąkami oraz na połowie Sikorzyna. W 1530 Łukasz i Adam Bieganowscy sprzedali swoim braciom Janowi i Andrzejowi Bieganowskim części Śniat i Sikorzyna za 1000 grzywien. W 1531 duchowny Jan Bieganowski sprzedał swemu bratu Andrzejowi "połowę połowy" swoich dóbr w Śniatach i Sikorzynie za 1000 grzywien, zaś Andrzej zapisał mu na tych dobrach po 800 złotych posagu i wiana swej żonie Jadwidze córce Jana Chłapowskiego i Anny Bnińskiej. W 1556 Anna Bieganowska córka zmarłego Andrzeja, żona Jana Popowskiego sprzedała Mikołajowi Ossowskiemu z Wilkowa połowę Śniat, która przypadła po rodzicach jej oraz jej jedynej siostrze Helenie Przyborowskiej, która w 1558 dokonała sprzedaży majątku. W 1582 Stanisław Ossowski syn zmarłego Mikołaja dał w działach swym braciom Mikołajowi, Andrzejowi i Piotrowi Ossowskim wsie Wilkowo Polskie, Śniaty, Kotusz w pow. kościańskim, Piotrowo oraz 1/4 Dachowic w powiecie poznańskim, a także dom na Piaskach w Poznaniu.
W 1513 odnotowano kopiec narożny stojący w borze dzielący Śniaty, Siekowo i Ziemin. Okolica wsi opisana została w latach 1520-1521 kiedy to Andrzej Bieganowski toczył proces o odnowienie granic z Wilkowem Polskim. Odnotowany został kopiec narożny zwany Trzy Wierzby stojący w lesie i dzielący Wilkowo, Ręcko i Sniaty. Kolejne kopce stały na łące zwanej Ulesica, przy drodze z Wilkowa do Ziemina, w kącie zwanym Mieczka przy drodze z Wilkowa do Śniat, pod lasem czyli „pod królewym ogrodem”. Dalej granica biegła przez las i strugę do kopca Ogorzały Pień w podmokłym lesie czyli w strudze, który to kopiec dzielił granice Wilkowa, Śniat i Kluczewa. Odnotowano, że w podmokłym lesie z powodu wylania wód nie można było oznaczyć granic i sędziowie mieli dokonać tego w późniejszym terminie.
Wieś odnotowały historyczne rejestry podatkowe. W 1530 miał miejsce w miejscowości pobór podatków od 3 łanów. W 1563 pobrano podatki od 2,5 łana i karczmy dorocznej. W 1581 pobór odbył się od 3 łanów, 5 zagrodników, 2 rzemieślników oraz owczarza wypasającego 25 owiec.
W 1795 zanotowano, że Śniaty były własnością Balbiny Szołdrskiej z Bucza.
W wyniku II rozbioru Rzeczypospolitej w 1793, miejscowość przeszła w posiadanie Prus i jak cała Wielkopolska znalazła się w zaborze pruskim. W okresie Wielkiego Księstwa Poznańskiego (1815-1848) miejscowość wzmiankowana po polsku jako Siaty, a po niemiecku Schnabel należała do wsi większych w ówczesnym pruskim powiecie kościańskim rejencji poznańskiej. Siaty należały do okręgu wielichowskiego tego powiatu i stanowiły część prywatnego majątku Pepowo niemieckie, którego właścicielem był wówczas Szołdrski. Według spisu urzędowego z 1837 roku Siaty liczyły 198 mieszkańców, którzy zamieszkiwali 22 dymy (domostwa).
Pod koniec XIX wieku Śniaty liczyły 626 mieszkańców, z czego 606 katolików, a na miejscowość składały się Stare Śniaty (212 mieszk. w 25 gospodarstwach) i Nowe Śniaty (414 mieszk. w 53 domach). W latach 1975–1998 miejscowość administracyjnie należała do województwa poznańskiego.     
W Śniatach urodził się Franciszek Ratajczak działacz niepodległościowy i powstaniec wielkopolski.